# Hibbertia cistifolia
Hibbertia cistifolia är en tvåhjärtbladig växtart som beskrevs av Robert Brown. Hibbertia cistifolia ingår i släktet Hibbertia och familjen Dilleniaceae. Inga underarter finns listade i Catalogue of Life.